# Wasteland
Wasteland — постапокаліптична рольова відеогра. Розроблена в 1988 році Аланом Павлішом, Браяном Фарго, Майклом Стокполом і Кеном Андре для Interplay Productions. Випущена компанією Electronic Arts.

## Сюжет
Події в грі відбуваються в середині XXI століття, після тотальної термоядерної війни між США і СРСР. Нескінченні території Землі перетворились у пустирі (англ. wastelands). Гравець очолює загін пустельних рейнджерів (англ. Desert Rangers), які є нащадками солдат інженерних військ Невади, що пережили катастрофу.
Загону доручено розслідувати серію дивних подій, що мали місце в пустелях Західного узбережжя США. Досліджуючи постапокаліптичний світ, гравець зустрічає обособлені людські поселення, зокрема й напівзруйнований Лас-Вегас. Спочатку загін складається з чотирьох чоловік, проте пізніше його можна збільшити до семи чоловік.

## Сприйняття
Було розпродано близько 250 тис. одиниць гри на релізі:201.
Впродовж 1980-х та 1990-х, Computer Gaming World хвалила Wasteland за її ігровий процес, сюжет, вирішення проблем, систему вмінь, неігрових персонажів, та моральні дилеми поставлені перед гравцем. Журнал назвав Wasteland пригодницькою грою року у 1988. У 1994, журнал наводив Wasteland в як приклад того як «старіші, менш досконалі рушії все ще можуть бути основою для чудової гри».
Орсон Скотт Кард дав Wasteland змішний відгук у Compute!, високо оцінивши елементи наукової фантастики та сетингу, але зазначив що грі бракує змістовної загальної історії. Втім, Джеймс Трунзо похвалив гру у листопадному випуску Compute! 1988 року, посилаючись на її нелінійний дизайн та численні рішення головоломок, нечітку природу мети та налаштовувані характеристики гравця.
Рецензія Джулії Мартін для журналу Challenge схвально рекомендувала гру для тих хто полюбляє рольові та пригодницькі ігри, порівнюючи її з Twilight: 2000, хвалячи її бойову систему, можливість вибору та відмінність від звичного жанру фентезі з мечеми і закляттями. Вона критикувала необхідність вставляти основний диск «A» аби пограти у гру після копіювання її з чотирьох дисків, систему збережень гри, і персонажів, що починають з марними предметами.
У 2000, Wasteland була оцінена співробітниками IGN як 24-та найкраща ПК-гра всіх часів за її інновації.
Згідно з ретроспективним оглядом Річарда Коббетта для Eurogamer у 2012, «навіть зараз вона пропонує унікальний рольовий світ і досвід … цілу занепалу цивілізацію, повну головоломок, персонажів і речей, з якими можна погратися, і все це чарівним чином втиснуто в менш ніж мегабайт пам'яті». В іншій ретроспективній статті того ж року Крістан Рід з IGN писав, що «час не був ласкавим до Wasteland, але її основні концепції залишаються непохитними».

## Продовження
У 2003 році InXile Entertainment придбала права на Wasteland у Electronic Arts. У 2014 році, за допомогою коштів зібраних на Kickstarter було розроблено та випущено Wasteland 2. У 2016, inXile оголосила про краудфандингову на Fig для розробки Wasteland 3. Вона була випущена у серпні 2020 року.

## Майданчик тенет
- The Wasteland Ranger HQ-Grid [Архівовано 25 січня 2008 у Wayback Machine.]
- Unofficial Wasteland Reset Program [Архівовано 16 липня 2012 у Wayback Machine.]